# Daily Brahmanbaria
Le Daily Brahmanbaria (bengali : দৈনিক ব্রাহ্মণবাড়িয়া) est un quotidien en langue bengalie qui dessert le district de Brahmanbaria au Bangladesh. Le journal a été fondé en 1991. Le rédacteur en chef était Md. Nurul Hossain, qui a plus de quarante ans d'expérience en tant qu'éditeur. Le journal est également publié en ligne.